# Яковець Роман Михайлович
Рома́н Миха́йлович Якове́ць (31 березня 1991 — 29 серпня 2014) — солдат 93-ї окремої механізованої бригади Збройних сил України, учасник російсько-української війни.

## Короткий життєпис
Народився 1991 року в смт Опішня (Зіньківський район, Полтавська область).
Призваний за мобілізацією 2 квітня 2014 року. Майстер-гранатометник, 93-тя окрема механізована бригада.
Востаннє виходив на зв'язок із рідними 26 серпня. Загинув 29 серпня 2014-го під час виходу з Іловайського котла «зеленим коридором» на дорозі поблизу села Побєда. Був тимчасово похований місцевими мешканцями у братській могилі села Побєда.
Ексгумований 18 вересня 2014-го пошуковцями Місії «Евакуація-200» («Чорний тюльпан»), привезений до Дніпропетровська. Лежав в одній могилі разом з Олексієм Борищаком, Віктором Ілляшенком та невідомими загиблими. Перебував в списках зниклих безвісти.
Ідентифікований серед похованих під Дніпропетровськом невідомих Героїв.
Без Романа лишились батьки та дві сестри.
12 лютого 2015-го перепохований в Опішні.
Зі слів односельців, у Романа в сусідньому селі залишилася дівчина та донька Софійка, яка народилася вже після його смерті, у листопаді 2014 року.

## Нагороди та вшанування
За особисту мужність і героїзм, виявлені у захисті державного суверенітету та територіальної цілісності України, вірність військовій присязі під час російсько-української війни, відзначений — нагороджений
- 16 січня 2016 року — орденом «За мужність» III ступеня (посмертно)[2]
- нагороджений відзнакою «За вірність народу України» І ступеня Полтавської обласної ради, 21 жовтня 2015-го (посмертно)
- Його портрет розміщений на меморіалі «Стіна пам'яті полеглих за Україну» у Києві: секція 3, ряд 9, місце 38
- Вшановується 29 серпня на щоденному ранковому церемоніалі вшанування українських захисників, які загинули цього дня у різні роки внаслідок російської збройної агресії[3]
- Іловайський Хрест (посмертно)
- занесений до Книги пошани Полтавської обласної ради (посмертно)[4]